# 大石まゆみ
大石 まゆみ（おおいし まゆみ、1964年2月23日 - ）は、中京圏を拠点に活動していたローカルタレント。身長158cm。血液型B型。

## 来歴・人物
出身校や前職等、タレント転身前の経歴については公式発表が無く不明。1990年代には中京圏のローカルテレビ番組やラジオ番組に出演し、スタジオでのアシスタントや番組ロケのリポーターなどを務めていた。
かつては名古屋タレントビューローに所属していたが、同社が一度解散してから設立されたNTBの公式サイト内のタレントリストには名を連ねていない。また、以後の活動内容も不明である。

## 出演

### テレビ番組
- ミックスパイください（中部日本放送）
- ラジごめIIIホンジャマカ共和国（中京テレビ）
- レッツ!八事ジャスKING （テレビ愛知）
- テレビdeラジオ ヨロシク!DJ （テレビ愛知）
- コケコッコー（名古屋テレビ）
- ぴーかんテレビ 元気がいいね! （東海テレビ）
- 夢のマイホーム大辞典 快適生活を探せ! （テレビ愛知） - 2001年9月11日に放送された単発番組。
- 長良川情報局（ケーブルテレビシーシーエヌ）
- テレビ広報すずか ベルディ便り（ケーブルネット鈴鹿）

### ラジオ番組
- マラソンRadio 多田しげおのまるっと土曜日（CBCラジオ）
- Walk on SATURDAY 塩見啓一のそれもありだよね（CBCラジオ）
- ドラゴンズ応援スタジアム（東海ラジオ）